# Furnica
Furnica (antiguamente Schender) es una localidad rumana de la comuna homónima, en el condado de Constanța.

## Toponimia
El antiguo nombre del lugar puede encontrarse escrito con grafías como Schender. Pasó a llamarse Furnica.

## Historia
Hacia finales del siglo XIX, la localidad, que ya por entonces pertenecía al condado de Constanța, formaba parte de la comuna de Hairam-Chioi.
En la segunda mitad del siglo XX la localidad había pasado a formar parte de la comuna de Dumbrăveni. En el censo de 2021 la comuna tenía una población de 57 habitantes.